# 朝鮮半島天主教

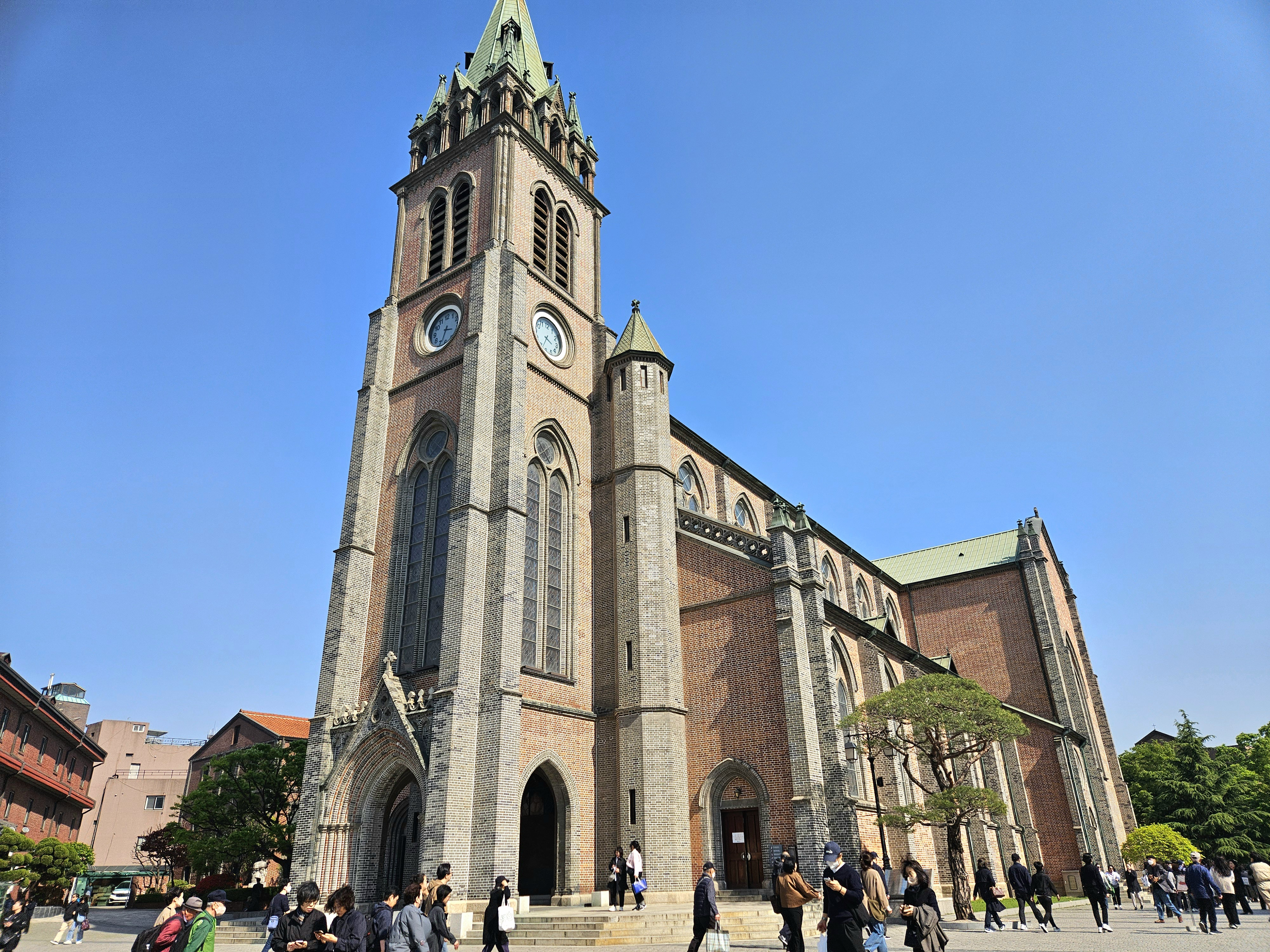
首爾總教區明洞聖堂

朝鮮半島天主教的傳入，特殊性在於不是由傳教士傳入，而是由朝鮮的信徒自發性建立的。一位在中國清朝领洗的朝鮮王朝使臣李承薰（이승훈，聖名伯多祿），於1784年（朝鮮王朝時期），將大量宗教書籍帶入韓國。他之後也和一群初期的天主教信徒自行建立一個缺少神職人員的平信徒組織。直到法國的巴黎外方傳教會會士於1836年在當地信徒的情求下派遣至該地。
現時的韓國天主教會是普世天主教教會的一部份，其領袖為羅馬教宗。

## 歷史

### 傳入
朝鲜半岛天主教不是由西方传教士传教所致，而是本土知识分子间接了解以后自动产生；也没有圣职者入国传教，而是自发建立教会，是世界传教史的一大特色；朝鲜早期天主教信徒基本都是南人出身的实学知识分子，这种党色的特性也为后来的辛酉邪狱埋下伏笔。
最早的天主教教士在壬辰倭亂時踏足朝鮮半島，有兩位耶穌會神父隨著豐臣秀吉的軍隊到韓國，但並未進行傳教，戰事結束後也返回了日本。
从1556年到1650年间，西方曾多次试图向朝鲜传教，但都没能成功。
十七世紀時，在中國生根的天主教傳教士多次想進入朝鮮傳教也無功而返。但是由於當時朝鮮王朝興起重實務的實學派，同時也有朝鮮使臣偶爾將利瑪竇著作的《天主實義》等天主教文獻購入韓國，以至於天主教神學以新學術的模式傳入朝鮮，並被當時的研究者稱之為《天學》。
据朝鲜正祖时的一些儒臣上疏所言，仁祖、肃宗和英祖年间，民间就已传播天主教，但情况不明，很有可能是这些上疏者将其他民间信仰与天主教混为一谈。天主教信仰真正在朝鲜生根发芽则归功于一些最早接纳天主教的知识分子，他们“一生读中国圣人之书，一朝相率而归于异教”。
1777年（朝鲜正祖元年）秋，权哲身、丁若铨等在京畿道走鱼寺讲学，修习天主教义，开启朝鲜天主教信仰。1784年初，冬至使书状官李承薰出使中国在北京受洗，成为朝鲜第一个天主教徒。他回国时暗中携带大量天主教书籍及圣画、圣像，并为李檗、权日身进行洗礼，到1784年秋已有数十人受洗，朝鲜教会由此形成。最开始是“假圣职制度”（自封圣职），北京教区得知后加以制止，并在1790年派澳门人吴约翰赴朝鲜，在中朝边境凤凰城未得朝鲜教徒迎接而折返。1793年，权哲身派燕行使中的译官信徒尹有一、池璜再次恳请派神父，北京教区又派中国苏州人周文谟入朝主持教会，在中朝边境滞留10个月后，得到尹有一、池璜等人的迎接并化装成朝鲜人，1795年初潜入朝鲜，于是朝鲜教会终于有了圣职人员（最早的朝鲜神父是后来的金大建）。
1777年被日後稱為韓國天主教之祖的李檗在接觸《天學》後心生嚮往，並與一干同好成立「共學會」研究天主教教義，而後1780年南人學者權日身成立「天真庵」，李檗也加入其中成為主要成員。當時缺少更進一步的神學資料，正好李檗友人李承薰的父親李東郁擔任進貢的冬令使，因此李檗便托李承薰隨同使團前往北京尋訪傳教士。最後李承薰在1784年於顧拉茂神父手中領洗，聖名伯多祿，成為第一位正式受洗為天主教徒的朝鮮人，同年李承薰將大量天主教文物帶回朝鮮，且為幾位初期的天主教信徒施洗，包括幾位初期天主教的領禱人物，因此1784年也被視為朝鮮天主教的開教之年。

### 初期發展
雖然缺少正式神職人員，但在李檗主導下初期的天主教信徒使用譯官金禹範的住處建立最初的天主教聖堂，當時稱之為明禮坊。
但是在1785年3月，這個初期的天主教組織被政府視為叛亂組織而查禁，金禹範遭到處刑，而李檗也在事件過後過起隱居生活，沒多久就抑鬱而亡。
1787年李承薰等人召集四散的天主教信徒，仿照傳道書籍的內容，自行建立明道會，由丁若鍾任會長。另外選權日身做主教，李承薰和崔昌顯等四人擔任神父，並自行施行聖事。
1789年他們發現這些神職任命並不符合天主教的規定，於是託一位望教友尹持忠前往北京拜訪北京主教湯士選尋求協助。湯士選的回覆是他們能為新信徒施洗，但是不得施行其他天主教儀式。
礙於當時朝鮮王朝對於天主教的排擠，以及中國本身教難頻傳，湯士選並未立即派遣神職人員入韓。直到1795年湯士選才派遣與他同樣屬於巴黎外方遣使會的周文謨神父潛入朝鮮，並寄住於教友崔仁吉的家中，這個天主教組織才有了正式的神職人員。

### 教難
19世紀時大量的天主教信徒因為禮儀之爭而遭受政府的迫害，由於當時的天主教認為祭祖為其他宗教的儀式而拒絕參與祭祖儀式，但因此與視其為文化一環的政府產生衝突。在經年累月的迫害下產生大量的殉道者，前教宗若望保祿二世也於1984年冊封103位殉道者為聖人，包括第一位韓籍神父金大建，現時韩国的天主教圣徒人数居世界第四位。

## 社會影響
據韓國天主教會於2017年發表的統計資料，韓國天主教徒總計5,813,770人，占全國總人口（52,950,306人）的11.0%。现在，韩国天主教会是世界上成年人信仰皈依最多的教会，每年都有超过15万以上的成人进教。同时，韩国天主教会还向世界各国（甚至向缺少司铎的法国和德国）共派遣2400多名传教士。前总统金大中和文在寅均为天主教徒。
天主教西江大学也是韩国常春藤盟校之一，在韩国社会享有盛誉。

## 教區分布
現時南韓共有三個總教區（首爾、大邱、光州），十二個教區，一個為軍隊服務的教區。另外朝鲜的平壤、咸興教區是首爾教省下的宗座署理區。